# The Ant
The Ant – album studyjny polskiego piosenkarza Macieja Maleńczuka, nagrany we współpracy z amerykańskim perkusistą Grantem Calvinem Westonem. Wydany został 5 października 2018 roku, nakładem wytwórni Sony Music Entertainment.
Płyta uplasowała się na 44. miejscu polskiej listy przebojów OLiS.
Płyta oprócz dwóch wyjątków wokalnych: "Fajnie", "Nalej Jej", składa się wyłącznie z kompozycji instrumentalnych. 

## Lista utworów
Źródła:
1. "Ant" – 3:12 (słowa, muzyka: Maciej Maleńczuk)
2. "Fajnie" – 3:38 (słowa, muzyka: Maciej Maleńczuk)
3. "Lizard" – 3:14 (słowa, muzyka: Maciej Maleńczuk)
4. "French Love" – 4:04 (słowa, muzyka: Maciej Maleńczuk)
5. "Black Powder" – 2:57 (słowa, muzyka: Maciej Maleńczuk)
6. "Cygan" – 2:51 (słowa, muzyka: Maciej Maleńczuk)
7. "Nalej Jej" – 3:27 (słowa, muzyka: Maciej Maleńczuk)
8. Gastroscopy" – 2:27 (słowa, muzyka: Maciej Maleńczuk)
9. "Russian Love" – 4:42 (słowa, muzyka: Maciej Maleńczuk)
10. "Long Good Bye" – 3:57 (słowa, muzyka: Maciej Maleńczuk)

## Twórcy
- Maciej Maleńczuk: gitara, wokal, saksofon
- Grant Calvin Weston: perkusja
- Klaus Everman: gitara basowa
- Dario Litwińczuk: gitara